# St. Herman’s Blue Hole National Park
St. Herman’s Blue Hole National Park (bis 2005: Blue Hole National Park) ist ein kleiner Nationalpark in Belize im Distrikt Cayo. Das Gelände wurde bereits in den 1960er und 1970er Jahren vom Staat erworben und im Dezember 1986 als Nationalpark eingerichtet. Er umfasst ein Gebiet von 2 km².

## Geographie
Der Park liegt nur 12 mi (19 km) südöstlich der Hauptstadt Belmopan. Der Park umfasst eine Fläche von 575 acre und hat einen Bestand von Primärwald und Sekundärwald. An seiner nördlichen Grenze, ab dem Hummingbird Highway, steigt ein zerklüftetes Karst-Gebiet steil an auf Höhen bis 180 m. Durch das Gebiet und unter dem Blue Hole National Park verlaufen einige der bedeutenden Zuflüsse des nahgelegenen Sibun River.

### Habitat
Ein großer Teil des zentralen Belize besteht aus verkarsteten Kalkstein-Formationen, welche auch unterirdische Ströme, Dolinen (sinkholes) und ein ausgedehntes Höhlensystem aufweisen. Im Park befindet sich beispielsweise die St. Herman’s Cave, Crystal Cave, sowie das namengebende Blue Hole, eine Doline.
Blue Hole ist eine wassergefüllte Doline, deren Wasser zum Sibun River verlaufen. Das Karstloch misst vermutlich ca. 30 m Tiefe und ungefähr 100 m im Durchmesser. Ein weiterer Pool in der Nähe ist ca. 8 m tief und weist eine wunderbare saphirblaue Färbung auf, welche ihm den Namen gibt.
Nach einem kurzen Verlauf durch ein dicht bewachsenes Flussbett verschwindet das Wasser wieder in einer Art Siphon, der in eine große Unterwasserhöhle führt. Die domartige Höhlung ist eine ungewöhnliche Echo-Kammer. Das Wasser ist durch den unterirdischen Verlauf verhältnismäßig kühl, so dass das Blue Hole ein beliebter Badeplatz ist. Tausende Besucher kommen jedes Jahr.

### St. Herman’s Cave
St. Herman’s Cave liegt etwa 400 m westlich vom Hummingbird Highway an der Westgrenze des Schutzgebiets. Ein Zugang ist auch durch einen wenig ausgebauten Wanderweg vom Blue Hole aus möglich. Der bekannteste der drei erforschten Eingänge ist sehr eindrucksvoll. Der Zugang befindet sich in einer Doline mit einem Durchmesser von ca. 30 m, die sich zum 20 m breiten Eingang hin verjüngt. Schon in alter Zeit wurden Stufen von den Maya in den Felsen gehauen. Diese waren zu instabil geworden und eine zementierte Treppe wurde in jüngster Zeit angelegt. Schon in der Umgebung ist die Kühle der Höhle zu spüren.
Die Höhle hat große archäologische Bedeutung. Keramikgefäße, die von den Maya zum Auffangen des Heiligen Wassers benutzt wurden, wurden zusammen mit Speeren und Fackeln gefunden. Diese Gegenstände wurden vom Belize Department of Archaeology sichergestellt. Die Höhle ist ohne Einschränkung zugänglich und in der Höhle wurde ein Weg mit Hinweisschildern angelegt. Es gibt jedoch keine künstliche Beleuchtung.

## Fauna und Flora
Drei der fünf Katzenarten in Belize wurden im Park beobachtet: Jaguar, Ozelot und Jaguarundi. Weitere Säugetierarten sind Tapir, Pekari, Ameisenbär und Hirsche. Gelegentlich kommen auch Schwarze Brüllaffen in die Nähe. Daneben leben im Park über hundert verschiedene Vogelarten, unter anderem Myrmotherula schisticolor (Schiefergrauer Ameisenschnäpper, Slaty Antwren) Myrmotherula schisticolor (Piraten-Fliegenschnäpper) Türkisnaschvogel (Honeycreepers), Trogone, Schmuckvögel (Cotingas) und Mot mots (Hylomanes momotula) und Nachtigallzaunkönig (Microcerculus philomela).

## Besichtigung
Vom Besucherzentrum zu Blue Hole und St. Herman’s Cave führt ein „Nature Trail“ auf steilen Pfaden durch den Regenwald.